# SK Passanten
SK Passanten, pełna nazwa Schackklubb Passanten – szwedzki klub szachowy z siedzibą w Huddinge.

## Historia
Klub został założony w 1973 roku i początkowo funkcjonował pod nazwą Huddinge SK. W 1990 roku klub awansował do Elitserien, jednak w sezonie 1990/1991 spadł z ligi. W 1992 roku SK Passanten powrócił do Elitserien. W sezonie 1992/1993 zespół zajął szóste miejsce w lidze, natomiast rok później zdobył wicemistrzostwo, ulegając jedynie SK Rockaden Stockholm. W 1994 roku SK Passanten uczestniczył w Pucharze Europy. Szwedzki zespół przegrał wówczas z Ufą Czelabińsk i Piramidą Maribor i w grupie 4 zajął szóste miejsce. W 1996 roku klub spadł z Elitserien. W sezonie 1997/1998 SK Passanten uzyskał awans do pierwszej ligi szwedzkiej. W pierwszym sezonie po powrocie do Elitserien zespół zajął w niej czwartą pozycję. W następnym sezonie klub spadł z ligi. W 2002 roku zespół awansował do Elitserien. W sezonie 2002/2003 klub zajął piąte miejsce w lidze. W 2005 roku nastąpił ponowny spadek z Elitserien, natomiast w roku 2008 zespół spadł z Superettan (drugi poziom). Następnie klub grał na trzecim i czwartym poziomie rozgrywkowym.
Zawodnikami klubu byli m.in. Juan Manuel Bellón López, Dan Cramling, Pia Cramling i Thomas Ernst.